# Tomosvaryella apicalis
Tomosvaryella apicalis är en tvåvingeart som beskrevs av Hardy 1949. Tomosvaryella apicalis ingår i släktet Tomosvaryella och familjen ögonflugor. Inga underarter finns listade i Catalogue of Life.